# Your Favorite Enemies
Your Favorite Enemies è una band alternative rock formatasi nel 2006 in Canada. La band ha finora pubblicato due album: And If I Was to Die in the Morning... Would I Still Be Sleeping With You (2007) e Love Is a Promise Whispering Goodbye (2008) disponibili sul sito ufficiale.

## Storia
Nel 2006 Alex Foster (voce), Jeff Beaulieu (chitarra), Sef (chitarra) e Ben Lemelin (basso), Miss Isabel (voce e tastiere) e Charles Moose Allicy (batteria), si unirono per formare i Your Favorite Enemies nel novembre 2006 e il primo giugno 2007 a seguito della creazione dell'etichetta discografica Hopeful Tragedy Records, lanciarono l'EP And If I Was to Die in the Morning... Would I Still Be Sleeping With You. Il disco nel solo anno 2007 vendette 30 000 copie e da questo momento la band iniziò un primo tour promozionale europeo apprezzato sia dai media internazionali che dal pubblico.
Nel 2008 la band viene nominata tra le 5 top band emergenti del 2008 dal Billboard Magazine e ha il primato di essere la prima band a trasmettere live un concerto sulla loro pagina MySpace. Nello stesso anno pubblicano il secondo album Love Is a Promise Whispering Goodbye che raggiunge le 60 000 copie e il loro tour giapponese ottiene uno straordinario successo.
Inoltre alcune canzoni sono contenute nella colonna sonora del videogioco Dissidia Final Fantasy del 2008.
Nel 2013 pubblicano il loro terzo album intitolato Between Illness and Migration.

## Impegno sociale
La band è una fervente portavoce di Amnesty International nella tutela dei diritti umani e offre sul suo MySpace uno spazio dedicato al dialogo per combattere il razzismo e l'isolamento.

## Discografia
- 2007 - And If I Was to Die in the Morning... Would I Still Be Sleeping With You
- 2008 - Love Is a Promise Whispering Goodbye
- 2013 - Between Illness and Migration

## Formazione
- Alex Foster - voce
- Jeff Beaulieu - chitarra
- Sef - chitarra
- Ben Lemelin - basso
- Miss Isabel - voce e tastiera
- Charles Moose Allicy - batteria